# Egino II van Urach
Egino II van Urach (circa 1085 - 7 juli of 5 november 1125/1135) was tot aan zijn dood graaf van Urach. Hij behoorde tot het huis Urach.

## Levensloop
Hij was de zoon van graaf Egino I van Urach en diens gemalin, gravin Bertha van Calw of Cunigonde van Rheinfelden-Thetberge, dochter van graaf Rudolf van Rheinfelden-Thetberge. Na de dood van zijn vader rond het jaar 1100 werd hij graaf van Urach, wat hij bleef tot aan zijn dood tussen 1125 en 1135. Tevens was hij van 1091 tot 1105 graaf van Schwiggerstal.
Egino II was gehuwd met Cunigonde of Hedwig van Habsburg. Ze kregen volgende kinderen:
- Egino III (circa 1125-1160), graaf van Urach
- Gebhard (overleden in 1141), bisschop van Straatsburg
- Hedwig, huwde met graaf Hartman van Württemberg
- Udalhild (overleden na 1130/1134), huwde met graaf Frederik I van Zollern
- Irmengard, huwde met heer Schweikard van Gundelfingen
- Alberada, abdis in de abdij Lindau